# 北京市通州区水务局
39°54′35″N 116°39′02″E / 39.90967°N 116.6506°E
北京市通州区水务局是北京市通州区人民政府的一个部门。

## 领导
2021年2月，本机构的领导为：
- 曹树常：北京市通州区水务局党组书记、局长。工作分工：主持局全面工作
- 郭庆福：北京市通州区水务局党组成员、副局长。工作分工：负责乡镇水务所管理工作；负责重点水务工程建设工作；负责大气污染防治相关工作；负责水库移民后期扶持工作；负责安全生产工作。分管局属水务工程事务中心、局属移民办、各乡镇水务所
- 钱玉东：北京市通州区水务局党组成员、副局长。工作分工：负责城乡供水、排水管理工作；负责污水处理、再生水利用和水质监测工作；负责财务工作；负责反恐怖工作。分管局供排水管理科、财务审计科，局属供排水事务中心、水质监测站，联系北京市自来水集团通州分公司和大运河水务公司
- 刘振锋：北京市通州区水务局党组成员、副局长。工作分工：负责水务发展规划、水务工程前期工作；负责海绵城市建设；负责机关后勤工作；负责固定资产管理工作。 协助房亚军同志负责审计工作。分管局规划计划科、海绵城市工作科、党政办公室后勤，局属水利技术服务中心
- 薛 拓：北京市通州区水务局党组成员、副局长。工作分工：负责水务工程建设与管理、质量监督工作；负责北运河、凉水河、潮白河事务中心管理工作；负责对接北京市水务局相关工作。 分管局工程建设运行与管理科，局属水利工程质量监督站，局属北运河事务中心、潮白河事务中心、凉水河事务中心
- 程 群：北京市通州区水务局副局长。工作分工：负责水资源管理、水文、水土保持、水影响评价等工作；负责法制、水政执法等工作；负责节约用水工作；负责社会信用体系建设工作；负责防汛抗旱、应急管理、突发重大动物疫情等工作；协助钱玉东同志负责反恐怖工作。分管局水资源管理科、法制科、水旱灾害防御科，局属水政监察大队、节水事务中心
- 马 谦：北京市通州区水务局副局长。工作分工：协助钱玉东同志负责城乡排水管理工作

## 机构设置
2021年2月，本机构下设：
- 水库移民后期扶持工作服务中心
- 北京市通州区于家务水务所
- 政工科
- 财务审计科
- 供排水管理科（河长制工作科、海绵城市工作科）
- 工程建设运行与管理科（应急与安全管理科、水旱灾害防御科）
- 水资源管理科(北京市通州区节约用水办公室)
- 规划计划科
- 法制科（行政审批科）
- 党政办公室
- 北京市通州区永顺水务所
- 北京市通州区西集水务一所
- 北京市通州区西集水务二所
- 北京市通州区张家湾水务一所
- 北京市通州区张家湾水务二所
- 北京市通州区潞城水务一所
- 北京市通州区潞城水务二所
- 北京市通州区马驹桥水务一所
- 北京市通州区马驹桥水务二所
- 北京市通州区台湖水务一所
- 北京市通州区台湖水务二所
- 北京市通州区梨园水务所
- 北京市通州区漷县水务一所
- 北京市通州区漷县水务二所
- 北京市通州区宋庄水务一所
- 北京市通州区宋庄水务二所
- 北京市通州区永乐店水务中心所
- 北京市通州区北运河事务中心
- 北京市通州区潮白河事务中心
- 北京市通州区凉水河事务中心
- 北京市通州区水政监察大队
- 北京市通州区节约用水事务中心
- 北京市通州区水利技术服务中心
- 北京市通州区供水排水水质监测站
- 北京市通州区供排水事务中心
- 北京市通州区水利工程质量监督站